# الزواير (أولاد ايعيش)
الزواير هي إحدى مشيخات المملكة المغربية، تتبع جغرافيا لإقليم بني ملال وإداريًا لأولاد ايعيش. يقدر عدد سكانها بـ 8768 نسمة حسب الإحصاء الرسمي للسكان والسكنى لسنة 2004.